# 托马雷斯
托马雷斯，是西班牙安达卢西亚自治区塞维利亚省的一个市镇。总面积5平方公里，总人口18315人（2001年），人口密度3663人/平方公里。